# Dante Canè
Dante Canè, soprannominato "Dantone" (Bologna, 5 giugno 1940 – Bologna, 5 maggio 2000), è stato un pugile italiano della categoria dei pesi massimi. Per dieci volte campione d'Italia, era definito il gigante buono.

## Biografia

### Carriera

#### Dilettante
Cominciò la sua carriera negli anni cinquanta nella società Sempre Avanti di Bologna. È stato campione italiano novizi nei pesi massimi nel 1959. 
Da dilettante, sempre nei massimi, è stato campione italiano nel 1961 a Bologna, nel 1962 a Modena e nel 1963 a Pesaro. Fu anche medaglia di bronzo ai Campionati Europei di Mosca del 1963, medaglia d'oro ai Campionati mondiali militari nel 1962 e ai IV Giochi del Mediterraneo del 1963, a Napoli. Per le Olimpiadi di Tokyo del 1964 vince la prima selezione e rifiuta di affrontarne una seconda; per questo gli viene preferito Bepi Ros, che vincerà la medaglia di bronzo.
Ha combattuto, in canottiera, 62 incontri, vincendone 55 e perdendone 4, con tre pari.

#### Professionista
Passò al professionismo abbastanza tardi, a ventiquattro anni, nel 1964, ma ebbe una carriera abbastanza lunga, sino ai trentotto, disputando 66 combattimenti, soprattutto in campo nazionale. Disputò 16 match valevoli per il titolo italiano dei pesi massimi vincendone dieci.
Fu prima avversario di Piero Tomasoni, con il quale combatté tre volte per la corona di campione italiano dei pesi massimi. Giunse al primo confronto con il lombardo, a Torino, il 29 marzo 1967, dopo una serie di 16 incontri vinti, di cui ben 14 prima del limite, due persi e un pari. Tomasoni, più giovane di tre anni ma decisamente più esperto, lo sconfisse ai punti in dodici riprese. Successivamente alternò vittorie e sconfitte, combattendo sia in patria che negli Stati Uniti, anche al Madison Square Garden di New York. Nel 1968 ebbe l'occasione di sfidare il canadese George Chuvalo, già avversario di Muhammad Ali, dal quale fu sconfitto per KO tecnico alla settima ripresa.
L'11 giugno 1969, al Teatro Ariston di Sanremo, ebbe la chance di contendere nuovamente il titolo a Tomasoni. Stavolta riuscì a prevalere ai punti in dodici riprese, conquistando così, per la prima volta, il titolo di campione d'Italia. Canè concesse poi al suo avversario la rivincita il primo dicembre dello stesso anno ma sul ring casalingo della propria Bologna. Tomasoni andò Kot all'ottava ripresa e, dopo questo incontro, abbandonò il pugilato.

Fasi del quinto drammatico incontro tra Dante Canè (a sinistra) e Bepi Ros per il titolo italiano

Il 15 maggio 1970 ebbe inizio, anche tra i professionisti, la sua rivalità con il trevigiano Bepi Ros, conosciuto come "la roccia del Piave". I due pugili incrociarono i guantoni in cinque memorabili combattimenti. Nel primo di essi fu Ros a prevalere, mettendo Ko il suo avversario all'undicesima ripresa e strappandogli la cintura di campione d'Italia, di fronte all'esterrefatto pubblico bolognese. 
Nella rivincita, combattuta ancora a Bologna, il 2 ottobre 1971, Canè riconquistò il titolo italiano, battendo Ros ai punti.
Il 26 dicembre 1971, a Reggio Emilia, Canè mise per la prima volta in palio la cintura contro Armando Zanini ma perse incontro e titolo di campione d'Italia. L'8 luglio 1972 tentò di riconquistarla ancora contro Bepi Ros che, nel frattempo, era tornato a indossarla. Sul ring di Conegliano, perse nuovamente ai punti dal rivale. 
Il 28 novembre 1972 andò a combattere a Nottingham contro il campione d'Europa Joe Bugner, in un match non valido per il titolo ma fu costretto al ritiro dopo sei rounds. Il 25 luglio 1973, a Rapallo, contese a Mario Baruzzi il titolo italiano, resosi vacante per la rinuncia di Ros a difenderlo. Perse ancora una volta ai punti. Fu poi la volta di Baruzzi a rinunciare al titolo e, il 22 febbraio 1974, ancora a Reggio Emilia fu allestito un nuovo combattimento tra Canè e Zanini, per l'assegnazione della cintura. Canè prevalse sull'avversario ai punti, conquistando per la terza volta il titolo italiano dei pesi massimi.

Dante Canè (a sinistra) tenta di respingere l'assalto di Alfio Righetti al titolo italiano

Fu quindi organizzato un quarto incontro con Ros, il 26 luglio 1974 a Conegliano, con in palio la cintura di campione. Il risultato di parità permise a Cané di mantenere il titolo. Il 28 febbraio 1975, a trentacinque anni, Canè ebbe finalmente la possibilità di combattere per il titolo europeo contro l'inglese Joe Bugner, sul ring casalingo di Bologna. Sfortunatamente, il forte britannico lo punì con un Kot alla quinta ripresa.
Per combattere con Bugner, Canè aveva rinunciato al titolo italiano, di cui era venuto in possesso l'imbattuto astro nascente Lorenzo Zanon. Designato come sfidante, il 24 ottobre 1975 a Milano, Canè fece conoscere per la prima volta a Zanon l'onta della sconfitta, per Kot all'ottavo round, rimpossessandosi del titolo. Due mesi dopo, a Bologna, lo mantenne battendo ai punti il coetaneo Benito Penna e riuscì anche vittorioso nella successiva sfida per il titolo lanciatagli da Mario Baruzzi, per squalifica alla sesta ripresa. 
Il 21 luglio 1976, Canè acconsentì di combattere nella "tana" del basco José Manuel Urtain, ex campione europeo ma che, nella Plaza de Toros di Bilbao dovette accontentarsi di una vittoria ai punti. Due mesi dopo, a Reggio Emilia, mise nuovamente in palio il titolo italiano, nell'ennesima sfida con Bepi Ros. Fu Cané a prevalere con verdetto ai punti. 
Il 5 marzo 1977, tuttavia, il bolognese fu costretto a lasciare il titolo nelle mani del riminese Alfio Righetti che, sul ring di casa, lo batté ai punti in dodici riprese. Ma il trentasettenne combattente non era affatto finito e lo dimostrò il 3 dicembre dello stesso anno, riprendendosi il titolo, lasciato vacante da Righetti, battendo a Montecchio Giacinto Cattani, ai punti.
Ebbe una nuova opportunità di indossare la cintura europea a trentotto anni, contro lo spagnolo Alfredo Evangelista. Purtroppo fu sconfitto a Bologna, il 26 dicembre 1978 per Ko al quarto round in quello che fu l'epilogo della sua lunga carriera.

### Dopo il ritiro
Abbandonata la carriera pugilistica, Canè si dedicò all'attività di salumiere, gestendo un esercizio in proprio nella sua città.
Morì a 59 anni per un infarto, che lo colpì mentre passeggiava per i portici di Bologna.